# بلاد العمري (ردفان)

تعديل مصدري - تعديل

بلاد العمري هي إحدى قرى عزلة الحبيلين بمديرية ردفان التابعة لمحافظة لحج، بلغ تعداد سكانها 408 نسمة حسب تعداد اليمن لعام 2004.